# Liste der denkmalgeschützten Objekte in Waldegg
Die Liste der denkmalgeschützten Objekte in Waldegg enthält die 9 denkmalgeschützten unbeweglichen Objekte der Gemeinde Waldegg im niederösterreichischen Bezirk Wiener Neustadt-Land.

## Denkmäler
| Foto |                 | Denkmal                                                                            | Standort                                 | Beschreibung | Metadaten |
| ---- | --------------- | ---------------------------------------------------------------------------------- | ---------------------------------------- | --- | --- |
| ja   | Datei hochladen | Walzmühle Kollitsch HERIS-ID: 30573 Objekt-ID: 27324                               | Peisching 36 Standort KG: Peisching      | 1438 urkundlich Mühle, um Hof gruppierte Anlage Ende des 19./Anfang des 20. Jahrhunderts, dreieinhalbgeschoßiges Mühlengebäude unter Satteldach, an der Tormauer Kapelle aus dem 1. Viertel des 20. Jahrhunderts | BDA-Hist.: Q37935729 Status: Bescheid Stand der BDA-Liste: 2025-06-30 Name: Walzmühle Kollitsch GstNr.: .17/1 Walzmühle Kollitsch (Waldegg)              |
| ja   | Datei hochladen | Mühlrad der Walzmühle Kollitsch HERIS-ID: 35246 Objekt-ID: 33916                   | bei Peisching 36 Standort KG: Peisching  | Gusseisernes Mühlenrad der Walzmühle Karl Kolitsch | BDA-Hist.: Q37962512 Status: Bescheid Stand der BDA-Liste: 2025-06-30 Name: Mühlrad der Walzmühle Kollitsch GstNr.: .17/1 Walzmühle Kollitsch (Waldegg)  |
| ja   | Datei hochladen | Bildstock HERIS-ID: 30570 Objekt-ID: 27321                                         | Standort KG: Peisching                   | | BDA-Hist.: Q37935711 Status: § 2a Stand der BDA-Liste: 2025-06-30 Name: Bildstock GstNr.: 341                                                            |
| ja   | Datei hochladen | Kath. Pfarrkirche hl. Jakob HERIS-ID: 30521 Objekt-ID: 27271                       | neben Waldegg 2 Standort KG: Waldegg     | Im Kern romanische Chorquadratkirche mit gotischem Polygonalchor, barockes Langhaus und vorgestellter Westturm, vom alten Friedhof umgeben, urkundlich 1136, vermutlich Burgkapelle von Adalram von Waldegg, 1985 romanische Mauern freigelegt, 1136 Pfarrgründung, 1784 Pfarre neu errichtet, 1786 Langhausneubau, 1792 Turmbau | BDA-Hist.: Q37935120 Status: § 2a Stand der BDA-Liste: 2025-06-30 Name: Kath. Pfarrkirche hl. Jakob GstNr.: .17, 33 Pfarrkirche Waldegg                  |
| ja   | Datei hochladen | Villa/Landhaus HERIS-ID: 30568 Objekt-ID: 27319                                    | Waldegg 115 Standort KG: Wopfing         | | BDA-Hist.: Q37935695 Status: § 2a Stand der BDA-Liste: 2025-06-30 Name: Villa/Landhaus GstNr.: .95                                                       |
| ja   | Datei hochladen | Aufnahmsgebäude Waldegg HERIS-ID: 30520 Objekt-ID: 27270                           | Waldegg 137 Standort KG: Wopfing         | 1886 errichtet, zweigeschoßiger Bau mit verbrettertem Dachgeschoß an der Gutensteinerbahn. | BDA-Hist.: Q37935101 Status: Bescheid Stand der BDA-Liste: 2025-06-30 Name: Aufnahmsgebäude Waldegg GstNr.: .138 Bahnhof Waldegg                         |
| ja   | Datei hochladen | Kath. Pfarrkirche Zur Schmerzhaften Mutter Gottes HERIS-ID: 30575 Objekt-ID: 27326 | gegenüber Wopfing 7 Standort KG: Wopfing | Kleine Saalkirche mit gotischem Chor und barockem Langhaus, im Süden Reste der ehemaligen Friedhofsmauer, 1440 urkundlich Kapelle Unserer lieben Frau am Anger, 1783 Pfarre | BDA-Hist.: Q37935749 Status: § 2a Stand der BDA-Liste: 2025-06-30 Name: Kath. Pfarrkirche Zur Schmerzhaften Mutter Gottes GstNr.: 45 Pfarrkirche Wopfing |
| ja   | Datei hochladen | Kruzifix HERIS-ID: 30576 Objekt-ID: 27327                                          | Wopfing 7, neben Standort KG: Wopfing    | Kreuzigungsgruppe mit Maria Magdalena, 2. Hälfte/Ende des 18. Jahrhunderts | BDA-Hist.: Q37935765 Status: § 2a Stand der BDA-Liste: 2025-06-30 Name: Kruzifix GstNr.: 160/26                                                          |
| ja   | Datei hochladen | Friedhofskapelle HERIS-ID: 30578 Objekt-ID: 27329                                  | Standort KG: Wopfing                     | Kapelle unter Satteldach, Ende 19. Jahrhundert | BDA-Hist.: Q37935782 Status: § 2a Stand der BDA-Liste: 2025-06-30 Name: Friedhofskapelle GstNr.: 159/1                                                   |